# Punto de partida (programa periodístico)
Punto de partida fue un programa mexicano de Televisa. Estaba basado en el programa estadounidense Meet The Press de NBC, de opinión y análisis político, con entrevistas, reportajes y crónicas como recursos informativos.
Conducido por Denise Maerker, Punto de partida pretendía anticipar los asuntos públicos que formarán la agenda política de la semana que empieza el domingo en la república mexicana. Aunque en algunos casos el programa hacía un recuento de los temas fuertes de la semana en México, se buscaba hacerlo desde el particular punto de vista de un equipo de reporteros, redactores y editores fogueados en la búsqueda de ángulos e imágenes novedosos.